# Plüderhausen
Plüderhausen település Németországban, azon belül Baden-Württembergben. Lakosainak száma 9841 fő (2023. december 31.).

## Népesség
A település népessége az elmúlt években az alábbi módon változott:
| Lakosok száma | 5586 | 6669 | 7668 | 8260 | 8768 | 9243 | 9549 | 9623 | 9289 | 9841 |
|               | 1961 | 1967 | 1974 | 1980 | 1987 | 1993 | 2000 | 2006 | 2013 | 2023 |